# Джерело № 1 (Мала Уголька)
Джерело № 1 — гідрологічна пам'ятка природи місцевого значення. Об'єкт розташований на території Тячівського району Закарпатської області, с. Мала Уголька.
Площа — 0,5 га, статус отриманий у 1984 році.